# Dero (DJ)
Ezequiel Darío Szmuszkowiez  (Buenos Aires; 10 de julio de 1968), también conocido como DJ Dero, es un productor, remixer y DJ de música electrónica argentino, que se especializa en los géneros del house, electro house, techno y eurodance. Fue uno de los precursores de la música electrónica en su país. Uno de sus éxitos más reconocidos desde sus inicios ha sido "Aurora" e "Himno". Es mundialmente reconocido debido a la producción de éxitos, que se editaron en más de 25 países, entre los que se destacan "Batucada", "Dero's Illusion", "Revolution", "Maríacaipirinha" o "Do the Rave Stomp", y también por haber participado en los principales festivales del género, como en el legendario Love Parade en Alemania, en cinco oportunidades, entre otros destacados eventos.

## Biografía

### Inicios
Su carrera musical se remonta a los trece años poniendo musica en fiestas privadas, luego de un tiempo llegó a convertirse en el DJ de la discoteca Airport de Buenos Aires. Al cabo de dos años de residencia allí, fue contratado por la disco New York City de la misma ciudad, obteniendo con ello gran respeto y consiguiendo el liderazgo del género en su país por más de nueve años. En 1991 esta discoteca festejó sus diez años con la edición de vinilos que contenían los éxitos que enganchaba, como se decía en la época.
En 1992, lanzó su faceta productora y su primer disco Dj Dero Volumen 1 obteniendo el platino en Argentina, Uruguay, Paraguay y Chile. También en este año fundó junto a Nicolás Guerrieri su propio sello discográfico Oid Mortales Records orientado al segmento dance con el objetivo de desarrollar y difundir la cultura electrónica, siendo el más importante de Latinoamérica reconocido globalmente por la prensa especializada y los DJs de todo el mundo.

"El intermitente amorío que los latinoamericanos mantienen con el sonido dance está explotando nuevamente, esta vez con música producida en la Argentina. Como detonadores de este redescubrimiento del mercado aparece Oid Mortales Records.”
Billboard Magazine, Diciembre 18, 1993

Posteriormente a su incursión exitosa en la producción musical, decidió cambiar la disco New York City por "El Cielo", recientemente abierto que lo volvió a ubicar en lo más alto del ambiente musical electrónico argentino. En ese mismo año creó su primer gran éxito a nivel mundial llamado "Batucada" el cual le permite posicionarse en los rankings locales y también lograr Top Ten en países tales como: Alemania, Francia, España, México, Portugal, Colombia, y Japón con 1.500.000 de copias vendidas alrededor del mundo, consagrándolo como el primer DJ de origen sudamericano en traspasar las fronteras. A su vez, fue elegido por la revista Billboard y por tres años consecutivos, como el DJ más influyente y pionero de la música electrónica de Sudamérica. Sus lanzamientos posteriores DJ Dero Volumen 2 y DJ Dero Volumen 3 con los hits "Batucada" y "La Campana" siguieron reafirmando su destacado posicionamiento en la industria tanto nacional como internacional trabajando junto a músicos y bandas nacionales y extranjeras, como Soda Stereo, Los Fabulosos Cadillacs, Donna Summer, King África, Poppy Manzanedo, Björk y David Byrne.
Dero presentó su álbum DJ Dero Volumen 4: World Tour 1999 en la ciudad de Tokio, Japón, convirtiéndose en el primer latinoamericano en llegar a Asia para después continuar su gira por toda Sudamérica, los Estados Unidos y Europa. Ese disco incluyó el hit "The Horn (El Tren)" y su video fue realizado allí en el marco de su gira asiática.

### Consagración
El año 1998 obtuvo uno de los logros más importantes en su carrera artística, puesto que fue el único DJ sudamericano en ser convocado para participar del Love Parade, el festival de música electrónica más grande del mundo, que se realizó en Berlín, Alemania y reunió a más de un millón de personas bailando en las calles con la consigna "One World, One Future". Participó en este evento en varias ocasiones, habiéndose convertido en el representante latinoamericano oficial del festival. Además, Ezequiel fue elegido para realizar el remix del tema oficial del Love Parade en los años 1999 "Music Is the Key", 2001 "You Can't Stop Us" y 2003 "Love Rules". Durante ese año editó su quinto álbum llamado Millenium que fue disco de oro en la Argentina y fue presentando a lo largo de Sudamérica, Asia y Europa.
A lo largo de 1999, lanzó dos compilados mezclados por él, el primero llamado "Remix V: 21 Mega Hits in the Mix" y el otro bajo el nombre "Love Parade - Music Is the Key - DJ Dero in the Mix" luego de participar por segunda vez consecutiva en el Love Parade. Allí fue convocado para realizar remezclas del himno del festival de ese año denominado "Music Is the Key". Las mismas fueron editadas por el sello Low Spirit Recordings de Westbam en Alemania y en el Reino Unido. Durante los meses de octubre y noviembre fue residente en las fiestas Vinyl en el Palacio Alsina de Buenos Aires junto a los DJs más importantes de Argentina.
En el verano del 2000 comenzó siendo DJ residente del Complejo Sobremonte en la ciudad de Mar del Plata, donde todas las noches convocaba a más de 5.000 personas. En febrero, intercalaba días de descanso con presentaciones en Villa Gesell, Pinamar y Punta del Este en Uruguay. Luego de un tiempo produciendo música en su estudio, en abril formó parte del afamado festival techno y multimedia, con las últimas tendencias más importante del mundo, el MayDay en Dortmund, Alemania, siendo la primera vez que un DJ de Sudamérica fuera invitado a participar en el mismo. En ese año junto al sello discográfico Strictly Rhythm (USA) lanzó para todo el mundo las producciones "Euforia", "The Horn 2000", "Revolution" y "Mayday 2000" incluidos en su sexto álbum llamado Euforia. En septiembre de ese año, la ciudad de Buenos Aires tuvo una fiesta de características similares al Love Parade, denominado "Buenos Aires Energy Parade" y Dero fue el elegido para cerrar el evento para más de 200.000 personas en los bosques de Palermo en la Ciudad de Buenos Aires. Este festival contó con la presencia de uno de los creadores del Love Parade, Westbam (junto a Dr. Motte) y Mr. X & Mr. Y desde Alemania, Sterling Moss de Inglaterra, DJ Fabrizio de Brasil y los más destacados DJs de la escena argentina siendo, nuevamente, Dero el encargado dar cierre al evento.
Durante 2001, su nueva producción, Electrosamba, combinando los sonidos techno y electro con percusiones y sonidos latinos, mediante el sencillo "Tuk Tak!", consigue colocar a Dero en el máximo nivel internacional. Con este sencillo logró ingresar por primera vez en el Top 40 de la respetada revista Billboard siendo apoyado por los principales DJs europeos como Pete Tong, Westbam, Judge Jules, Fergie y Phil Kieran entre otros. El video de ese sencillo fue filmado en la isla de Ibiza en la discoteca Club Eden durante las famosas fiestas Judgment Sundays de Judge Jules. Este track ha sido editado en el Reino Unido por Serious/Universal, en Estados Unidos por Strictly Rhythm, en Alemania por Low Spirit, en España por Vale Music, en Francia por Scorpio Music, en Holanda por Captivating Sounds (Armada Music), en Benelux por Warner, en Asia por Avex y en Sudamérica por BMG. Luego, continuó con una extensa gira por el resto de Europa incluyendo, en numerosas presentaciones, la isla de Ibiza.

### Producciones, festivales y giras
En 2002 participó del Love Parade México que se realizó por primera vez en ese país concurriendo más 200.000 personas en el Monumento a la Revolución bajo el lema "Un espacio para el amor". Luego continuó con una nueva participación en el festival Mayday que se llevó a cabo en Polonia, en cuyo disco oficial del evento se incluyó el tema “Scratchin”, después en el Mayday de San Petersburgo, Rusia ante unas 25.000 personas, finalizando su gira por diferentes países de Europa del Este lanzando su séptimo disco solista llamado "Electrolatino 07" conteniendo los éxitos “Do The Tango”, “Mayday 2002”, "Revolution 03" remezclado por Robbie Rivera, “Rockin” y "Buenos Aires 07" entre otros.
La gira de 2003 lo tuvo a Dero participando del evento que clausuró el Winter Music Conference, el prestigioso Ultra Music Festival, donde tocaron destacados artistas como Underworld, Paul van Dyk, Tiësto y Pete Tong entre otros. En ese festival presentó su última creación llamada "Revolution 07" también apoyada por los DJs más importantes de la escena mundial. Luego partió hacia México, donde se celebró una nueva edición del “Love Parade” en las calles de la ciudad, convocando a miles de clubbers de diversos puntos del continente. En mayo, concurrió nuevamente al festival Mayday 2003, continuando por Rusia. La edición del tema “Revolution” causó una verdadera conmoción en los DJs, en primer lugar y, luego, en el público, puesto que rápidamente consiguió ser una de las canciones preferidas de los mayores referentes de la escena del mundo, editándose en todo el globo. En el mes de julio fue convocado para participar del mítico after hour llamado Tresor compartiendo cabina junto a las grandes estrellas del techno mundial como Sven Väth y Chris Liebing conjuntamente con el festival Electric Kingdom en la ciudad de Berlín, Alemania. Nuevamente hizo un remix del himno del festival Love Parade 2003 bajo el lema “Love Rules”. En julio, además, produjo un mix de "Hum Melody" de Robbie Rivera el cual fue editado por el sello Juicy Music. Finalizó el año 2003 recorriendo con sus shows Centro y Sudamérica.

### Nuevos hits y remixes
En 2004 comenzó de gira nuevamente en Japón participando en el afamado club techno de Tokyo llamado "Womb", luego parte hacia el Winter Music Conference en Miami, donde presentó su nuevo proyecto llamado Candyall Beat producido junto al multiinstrumentista y prestigioso compositor Carlinhos Brown resultando un trabajo aclamado por la prensa especializada internacional en la cual participaron más de 50 percusionistas. Después de participar por primera vez en el prestigioso festival "Wire" en Japón en este año, se dirigió hacia España donde junto a Carlinhos Brown se presentaron en el Festival "Forum 2004" dando un concierto para 400.000 personas en las calles de Barcelona, logrando uno de los momentos más memorables de su carrera, a partir de allí nació el primer himno de Candyall Beat llamado "Mariacaipirinha" trepando al número uno de los rankings españoles. Simultáneamente su nuevo single "Bocarriba" fue licenciado por el prestigioso sello discográfico Subliminal Records cuyo propietario es uno de los pioneros del house mundial, el DJ y productor Erick Morillo quien convirtió este track en uno de los himnos de Ibiza en 2004. Para fin de año participó de la primera "SouthAmerican Music Conference" en el Centro Costa Salguero de Buenos Aires, una memorable presentación donde Dero se reencontró con el público argentino actuando junto a artistas de la talla de Marco Bailey, Christian Smith, Richie Hawtin, Ferry Corsten, Judge Jules, Green Velvet, Nick Warren, y Danny Rampling entre otros.
El año 2005 participó en un nuevo Winter Music Conference presentando su nuevo single llamado "1989", el cual contiene mixes de Felipe & Nicolas Bacher, Steve Angello y Alexander Koning entre otros, también presentándolo en el Ultra Music Festival en Miami. La canción fue elegida por la prestigiosa revista Mixmag  como uno de los "Essential New Techno Tunes", paralelamente es firmado una vez más por Subliminal Records, considerado por la prensa internacional como el sello discográfico más respetado del mundo. En abril, participó en el festival Skol Beats, en San Pablo, Brasil. Tratándose de la sexta edición del evento que convoca a más de 60 mil personas para bailar al ritmo de los DJs más importantes de todo el mundo. Allí estuvo presentando sus nuevas producciones junto a la leyenda de esas tierras, el exitoso Carlinhos Brown. 
Al mismo tiempo, Dero experimentó con las nuevas tecnologías incorporándolas a sus giras de la mano de su coequiper y productor Nicolás Guerrieri denominándolo "SouthAmerican Techno Live Show", el cual consiste en la interacción entre estos artistas que habitualmente tienen en el estudio pero llevado a una presentación en vivo, tratándose de una especie de DJ set con efectos adicionados con el acompañamiento de percusiones en vivo que logran reforzar de energía las composiciones seleccionadas para la sesión. Ezequiel Dero y Nicolás Guerrieri, en ese tiempo, participaron en los Carnavales Movistar que se realizaron en España donde junto a la agrupación "Candyall Beat" tocaron para más de 1.500.000 personas en Madrid y en Barcelona, Sevilla, Valencia y Bilbao para 1.000.000 de personas en cada una de estas ciudades. En agosto de 2005 participó en Creamfields Liverpool en el Reino Unido, matriz de las famosas fiestas electrónicas que se desarrollan en todo el mundo.

### SouthAmerican Techno y presentaciones
Durante la segunda mitad del año y comienzos de 2006, lanzó un disco triple con el nombre de SouthAmerican Techno que incluye sus nuevas producciones, entre las que se destaca "Dero's Illusion", incursionando en la música disco de la mano de Leee John, vocalista de la legendaria agrupación Imagination, dándole su ya clásico sonido techno que nuevamente fue licenciado por Subliminal Records. Ese año participó en las prestigiosas fiestas Subliminal Sessions junto a Nicolás Guerrieri y a Erick Morillo en el lanzamiento oficial del nuevo hit mundial en Pacha, Ibiza. En octubre, esta canción se transformó en el track del momento al alcanzar el número 1 en el prestigioso Buzz Chart, de Pete Tong, desde su programa radial en la BBC Radio 1 del Reino Unido, el puesto 12 en el Hot 100 DMC chart de Alemania, el número 8 en el ranking de Subliminal Records en Beatport, el número 8 en el Club Chart de Francia y puesto 17 en el Swiss DJ Chart de Suiza. También fue apoyada por DJs como Robbie Rivera y David Guetta en sus programas de radio y presentaciones y por el público obteniendo el puesto 2 en el portal de descargas de música electrónica Beatport. "Dero's Illusion" fue incluido en los mejores compilados como los influyentes Hed Kandi y Ministry Of Sound entre otros en todo el mundo.
En 2006 presentó un disco doble titulado SouthAmerican Techno 2 que como parte de su gira de lanzamiento recorrió gran parte de las provincias de Argentina, México, Colombia y Ecuador. Ezequiel Dero volvió a destacarse en su faceta de remixer/productor con trabajos como "Rockin’ Beat" convertido en himno de todas las pistas de baile, "Dero’s Breaks" y "Dance I Said (Dero's Southamerican Mix)" por Erick Morillo junto al rapero P. Diddy. También posee la versión 2006 del hit mundial "Dero's Illusion" de Dero junto a Alejandro Montero. 
En marzo, también participó en la Winter Music Conference en ese año, en las fiestas Subliminal Sessions junto a súper estrellas como Erick Morillo, Steve Angello, Seb Fontaine, José Nunez y Harry Romero en la discoteca Space de Miami. En abril, se presentó en el festival Mayday siendo su track "Fiesta Grande" incluido en el compilado oficial del evento. En mayo, estuvo participando en los festivales Electronic Meeting Point en México DF y Red Sound 2 en Asunción, Paraguay ante más de 8.000 personas en el Complejo Rakiura. En julio volvió a tocar en el Love Parade de Berlín, Alemania, bajo el lema "The Love Is Back" y en el mes de octubre actuó en el festival Spirit Of London en San Pablo, Brasil.
Comenzó el 2007 viajando hacia Cartagena, Colombia para tocar en el Ultramar Festival los primeros días de enero. En febrero, después del suceso mundial que fue Candyall Beat, Carlinhos Brown y Dero se volvieron a juntar para tocar juntos en el mítico Carnaval de Bahía en Brasil para más de un millón de personas. En marzo, su disco South American Techno 2 fue nominado como mejor álbum dance/electrónica en los prestigiosos Premios Gardel a la Música. En abril, su nueva canción llamada "Dero's Balearic" es tocada por Judge Jules en su mundialmente famoso programa radial en la Radio 1 de la BBC del Reino Unido y en mayo, la nueva remezcla de "La Campana" también fue elegida por este artista para sus shows. Durante ese mes, se presentó en la discoteca Oz en la ciudad de las Piedras, Uruguay con su álbum SouthAmerican Techno 2. En julio, estuvo tocando en el lanzamiento de temporada invernal de Bariloche, Argentina, en la inauguración del Bar de la emisora La 100. Ese mes, su nuevo track "Do The Retro Stomp" es destacado por artistas como Pete Tong y Judge Jules de la influyente Radio 1 del Reino Unido. En agosto, este sencillo fue incluido en el compilado del renombrado festival japonés Wire, donde estuvo tocando en el mes de septiembre el cual se realizó en el mítico Estadio Yokohama Marinos.
Dero junto al cantante del grupo Miranda!, Ale Sergi, producen una versión de "Oh L'amour" de Erasure que sonó en el Winter Music Conference en Miami y en el verano de Ibiza. A su vez, ese track y un remix de N.Y.P.D. "Roxanne" fueron incluidos en el disco Verano 2008 de la disquera Oid Mortales siendo un suceso de ventas en el país.
En el verano de 2008 realizó una gira por Argentina, tocando en la legendaria discoteca Molino Rojo en Carlos Paz, Córdoba; en el Complejo Sobremonte y en el Personal Beach de Mar del Plata y en la disco Ku de Pinamar. En febrero, su nuevo hit "I Retro" fue elegido por Paul Van Dyk para sus presentaciones y programa de radio. En ese mes, esa pista, fue incluida en el compilado Juicy Essentials Volumen 2. Su nuevo single "The Big Room" fue editado con remixes de Tony Arzadon, Nicolás Guerrieri y Louie Padilla, siendo su mix junto a Alejandro Montero incluido en el puesto 2 del Top 10 de marzo en Beatport de Robbie Rivera.
En 2012 regresó a Sobremonte (Mar del Plata) club que lo tuvo como residente en la década del noventa, la vuelta fue con un recibimiento extraordinario de parte del público y fue en el marco de la popular fiesta "Facebeach" junto a Roberto Ceratti, Fernando Vidal y otros artistas.

### Polémica entre Pappo y DJ Deró
La mejor intervención televisiva del músico de rock argentino Pappo fue en el 2000 en Sábado Bus, conducido por el animador Nicolás Repetto. En un rincón él, en el otro DJ Deró. En el medio, Repetto. Deró brindó: “Por toda la gente que sale los fines de semana a bailar y porque la escena dance siga triunfando en el mundo”. Pappo: “Yo brindo porque la música tocada en vivo por seres humanos triunfe”. Repetto: “Bueno, Pappo, los DJ’s también tocan”. Pappo: “¿Ah, sí? Ahora resulta que uno se pasó toda la vida estudiando un instrumento, viene otro, enchufa todo y te quiere hacer creer que toca”. Deró (a Repetto): “Así como yo respeto que él toque la guitarra, yo toco los discos”. Pappo: “Conseguite un trabajo honesto. Vos tocás lo que otro grabó.”. Días después, cuando en la desaparecida FM Supernova le preguntaron por qué había ido, Pappo respondió: “Porque quería ganarme el auto y porque las minas que bailan están bárbaras”.

### Dero & Rivera
En marzo de ese año, se presentó junto a prestigiosos artistas como Robbie Rivera, Marco V, John Aquaviva, Seb Fontaine, Antoine Clamaran, Laidback Luke, Kurd Maverick entre otros en el marco de las fiestas Juicy Amnesia Ibiza en el renombrado club Nocturnal en Miami. En abril, su single "I Retro" se posicionó en el lugar número 15 del Buzz Chart de Francia y remezcla el tema "Reverb" perteneciente a The Rivera Project siendo editado por el sello Juicy Music como sigle e incluido en el álbum "Juicy Music Essentials Volume 4" de la misma disquera. En mayo, Paul Van Dyk incluyó el tema "I Retro" en su compilación mezclada por el mismo llamado Cream Ibiza que contiene todos los hits de la temporada en la isla. En junio de 2008, se presentó junto a la agrupación electro pop Miranda! en el Ex Estadio de Obras en la Ciudad de Buenos Aires dando un importante show con su Mirandamix.
En agosto, actuó en la disco Glam de Asunción, Paraguay en el marco del festival Heineken Music. De allí se dirigió hacia el verano de Ibiza para tocar junto a Robbie Rivera en la fiesta Juicy Amnesia Ibiza. En ese mes, sus tracks "I Retro" y "The Big Room" formaron parte del lanzamiento Juicy Ibiza 2008 (The Singles Unmixed) editados por el sello Juicy Music. En septiembre, el nuevo single, junto a Robbie Rivera, llamado "Truktor" fue tocado por Judge Jules en el legendario Essential Selection de Pete Tong en la BBC Radio 1 del Reino Unido. En ese mes, lanzó una nueva versión de su mega hit "Batucada - Dero & Rivera" junto a uno de los pioneros del house mundial, Robbie Rivera y en pocos días consiguió el puesto número 1 en ventas en el portal de descargas Beatport en el ranking de electro house y el número 4 en el Chart principal de lo más bajado por los usuarios de todo el planeta, obteniendo también el puesto 6 en el Buzz Chart del Reino Unido. Esta nueva versión con sonidos electro house fue tocada por los principales DJs en todo el mundo tales como Erick Morillo, David Guetta, Steve Angello y Sebastian Ingrosso y en los programas de radio más importantes como el Fastrax Show de Pete Tong.
En noviembre de 2008, lanzó un disco doble llamado I Retro, bajo su sello Oid Mortales Records, compuesto por un CD llamado "iTracks" que contiene todas sus nuevas producciones, entre las que se destacan "Dero's Rave" (lanzado como sencillo en 2009 e incluye remixes de Thomas Gold y Marco V), "Bailen" e "Illusion '08", un bonus DVD titulado "iRetro Live" con imágenes de sus giras alrededor del mundo y un dj set en Mp3 denominado "Mp3 Dero Exclusive IRetro DJ Mix". A sólo una semana de su aparición el disco se encontraba en el puesto número 8 de los 100 discos más vendidos de Argentina según el ranking CAPIF. A su vez, se editaron las remezclas de Robbie Rivera, DMS12, M.O.N.D.A.Y, Willie Morales y las propias de su nuevamente hit mundial Batucada en el sello Juicy Music con el nombre de "Batucada (The Remixes)". A finales de noviembre su nueva producción llamada "Animal Retro" no editada todavía ya comenzaba a sonar en los shows más importantes como el "Fuck Me, Im Famous" de David Guetta que se emite en la influyente señal francesa FG DJ Radio.
En diciembre, editó el sencillo Truktor producido junto a Robbie Rivera inspirado en su clásico "Tuk Tak" con el sello Juicy Music. Su canción "Batucada (Dero & Robbie Rivera Mix)" fue incluida en el compilado Sensation Germany Part 2 de la mundialmente conocida disquera Ministry Of Sound en ese mes. El sencillo de Robbie Rivera llamado In Too Deep Remixes que incluye remezclas de Dero fue elegido como el Single Of The Week. A fines de ese año, realizó junto a David Guetta una versión bootleg fusionando los tracks Love Is Gone y "Batucada" con el nombre de "Love Is Batucada" convirtiéndose en un fenómeno en todo el mundo, pinchado por los DJs más influyentes en sus presentaciones y programas de radio. Esta pista aún no tiene fecha de edición. Comenzó el 2009 siendo su track "Batucada - Dero & Rivera" seleccionado entre las 30 mejores canciones dance del año 2008 según el prestigioso Buzz Chart (DMC Update), el cual está conformado por destacada prensa especializada del Reino Unido.
A lo largo de su carrera, su éxito internacional le ha permitido presentar sus shows en las discotecas más importantes alrededor de todo el mundo como Ministry Of Sound (Londres), Tresor y Arena (Berlín), Pacha (Ibiza y Buenos Aires), Amnesia (Ibiza), Tunnel (New York), Eden (Ibiza), Nikki Beach y Space (Miami), Womb y Welfarre (Tokío), La Boom (México), La Oz (Santiago de Chile), Floresta (San Pablo), Absalon y Zona Franca (Colombia), Space (Punta del Este), Sobremonte (Mar del Plata), Ku (Pinamar).

## Radio y TV
Desde hace más de 20 años que posee programas de radio. Comenzó en la FM 95.1 de Buenos Aires, llamada "Z95" hacia el año 1989, momento en el cual empezaban a escucharse en Argentina sonidos como el House, New Beat, Tecno Pop, Acid y otras tendencias europeas. Luego por la FM Energy 101.1 (posteriormente NRG), pionera de la música electrónica en Argentina con su programa Dj Dero In the Mix en los años 90', señal organizadora de famosas fiestas raves durante esa década. Más tarde trabajó en la radio X4 de la productora Cuatro Cabezas con su programa South American Techno. Desde 2007 se encuentra produciendo y conduciendo el show llamado Dero en La 100 de tres horas de duración comenzando todos los sábados a la medianoche siendo transmitido por La 100, FM 99.9 de Buenos Aires, Argentina que incluye una cadena de más de 60 repetidoras en toda Argentina además de la transmisión por internet. Asimismo, posee una Internet Radio que se encuentra activa las 24 horas con música seleccionada por él.
En televisión fue coconductor del programa "Muchdance" que se emitía en vivo, todos los jueves, por la señal MuchMusic Argentina desde 1998 hasta 2001 junto a Aldo Haydar y PFirter. El DJ residente del ciclo era DJ Pitty y contaba con la presencia de djs invitados, nacionales e internacionales, tales como Zombie Nation o DJ Hell entre otros. En los 90's su repercusión lo ubicó como conductor del segmento musical del programa televisivo Jugate conmigo.

## Discografía[2][3]
Esta es la discografía de Ezequiel Dero, DJ, productor y remixer argentino, compuesta por álbumes de estudio, singles, remixes, EP y compilaciones mezcladas que se editaron en más de 25 países.

### Países donde fue editada su música
| - Alemania - Argentina - Australia - Austria - Bélgica - Brasil - Canadá - Chile - Dinamarca - España - Estados Unidos - Finlandia - Francia | - Grecia - Israel - Italia - Japón - México - Noruega - Países Bajos - Paraguay - Polonia - Portugal - Reino Unido - Suecia - Uruguay |

### Álbumes
| - 1992 Dj Dero Volumen 1 - 1993 Dj Dero Volumen 2 - 1995 Dj Dero Volumen 3 - 1998 Dj Dero Volumen 4: World Tour 1999 - 1999 Dj Dero 5: Millenium - 2000 Dj Dero 6: Euforia - 2001 Electrosamba | - 2002 Electrolatino 07 - 2004 Revolution 07 - 2004 Candyall Beat (Carlinhos Brown & DJ Dero) - 2005 South American Techno - 2006 South American Techno 2 - 2008 I Retro - 2009 Animal - 2009 Animal Night - 2010 I Love Juicy - 2010 I Love Verano 2011 - 2011 I Love Dance 2011 - 2011 I Love Invierno 2011 - 2011 I Love Verano 2012 - 2012 I Love Dance 2012 - 2012 I Love Invierno 2012 - 2012 I Love Verano 2013 - 2013 I Love Dance 2013 - 2013 I Love Invierno 2013 - 2013 I Love Verano 2014 - 2014 I Love Dance 2014 - 2015 I Love Verano 2015 |

### Sencillos
| - 1992 Do The Rave Stomp - 1993 Batucada - 1993 Batucada (The Remixes) - 1993 I Want Your Love / Buenos Aires (Te Quiero) - 1994 Argentina EP - 1995 La Campana - 1996 Sube - 1997 The Horn (El Tren) - 1997 Vinyl #1 - 1998 Batucada No.3 / Showtime - 1999 Millenium - 2000 Mayday 2000 / Batucada 2000 - 2000 Unidos / The Horn 2000 - 2001 Euforia - Oh My Dog - 2001 Tuk-tak - 2002 Buenos Aires EP - 2002 Berlin EP - 2002 Do The Tango - 2002 Electrolatino 07 | - 2003 Revolution - 2003 Technobatucada - 2003 Supertango - 2004 Mariacaipirinha (Carlinhos Brown & DJ Dero) - 2004 Bocarriba (Carlinhos Brown & DJ Dero) - 2005 Dero's Illusion - 2007 I Retro - 2008 The Big Room - 2008 Batucada (Dero & Rivera) - 2008 Batucada (The Remixes) (Dero & Rivera) - 2008 Truktor (Dero & Rivera) - 2009 Dero's Rave - 2009 This is Animal Night (Dero & Alejandro Montero) - 2009 1980 (Dero & Rivera) - 2010 Oh Baby (Dero & Robbie Rivera con Juan Magan) - 2010 I Love Batucada (Dero & Rivera) - 2011 Vodkatronic (U Must Find Out) (feat. OSB) - 2011 We Are Monkeys (Dero & Rivera) - 2011 De P*ta Madre - 2012 Acid Door - 2012 Direct Message |

#### Posiciones
| Año  | Sencillo                                   | Bandera de Estados Unidos     | Bandera del Reino Unido | Bandera de Francia | Bandera de España | Bandera de Alemania | Bandera de Francia | Bandera de Suiza | Beatport           | Beatport      | Beatport   | Beatport      |
| Año  | Sencillo                                   | Billboard Hot Dance Club Play | Buzz Chart              | Buzz Chart         | España            | Hot 100 DMC         | Club Chart         | Swiss Dj Chart   | Subliminal Records | Robbie Rivera | Main Chart | Electro House |
| ---- | ------------------------------------------ | ----------------------------- | ----------------------- | ------------------ | ----------------- | ------------------- | ------------------ | ---------------- | ------------------ | ------------- | ---------- | ------------- |
| 2001 | "Tuk Tak!"                                 | 41                            | —                       | —                  | —                 | —                   | —                  | —                | —                  | —             | —          | —             |
| 2002 | "Access Peace (Love Parade) (DJ Dero Mix)" | —                             | —                       | —                  | —                 | 1                   | —                  | —                | —                  | —             | —          | —             |
| 2004 | "Mariacaipirinha"                          | —                             | —                       | —                  | 1                 | —                   | —                  | —                | —                  | —             | —          | —             |
| 2006 | "Dero's Illusion"                          | —                             | 1                       | —                  | —                 | 12                  | 8                  | 17               | 8                  | —             | 2          | —             |
| 2008 | "I Retro"                                  | —                             | —                       | 10                 | —                 | —                   | —                  | —                | —                  | —             | —          | —             |
| 2008 | "The Big Room"                             | —                             | —                       | —                  | —                 | —                   | —                  | —                | —                  | 2             | —          | —             |
| 2008 | "Batucada (Dero & Rivera)"                 | —                             | 6                       | 18                 | —                 | —                   | —                  | —                | —                  | —             | 4          | 1             |
| 2008 | "Truktor (Dero & Rivera)"                  | —                             | —                       | —                  | —                 | —                   | —                  | —                | —                  | —             | —          | 20            |

### Remixes
| - 1992 Mercosur – Wow Wow Yeah (DJ Dero Mix) - 1993 Proteus 8 – Mueva (DJ Dero Tsuji Mix) - 1993 Proteus 8 – Mueva (DJ Dero 16 Bit Mix) - 1993 Proteus 8 – Mueva (DJ Dero Tsuji Dub) - 1993 Isabel – O Canto Da Cidade (DJ Dero Bongo Remix) - 1993 Soda Stereo – Cuando Pase El Temblor (Oid Mortales Mix) - 1994 King África – Salta (Verano Remix) - 1994 Libertad – Aurora (Do The Rave Stomp Remix) - 1994 One O One – N-R-G (DJ Dero Massivo Mix) - 1994 Reel 2 Real – I Like To Move It (DJ Dero NRG Remix) - 1995 Max-A-Million – Fat Boy (DJ Dero Los Brazos Mix) - 1996 Los del Río – La Niña del Pañuelo Colorado (DJ Dero Remix) - 1996 Los del Río – La Niña del Pañuelo Colorado (1, 2, 3, 4 DJ Dero Mix) - 1996 Los del Río – Macarena (Dj Dero Latin Piano Remix / Batucada Mix / Vocal Mix) - 1996 King África – Mama Yo Quiero (DJ Dero Remix) - 1996 Donna Summer – State of Independence (Vocal Mix) - 1996 The Squad – Can You Feel It? (Batubongo Mix / Coco Bongo Mix) - 1997 David Byrne – Daddy Go Down (Dance Mix) - 1999 Dr. Motte & Westbam – Music Is The Key (Love Parade 99) (DJ Dero Buenos Aires Mix) - 1999 Dr. Motte & Westbam – Music Is The Key (Love Parade 99) (DJ Dero Buenos Aires Mortal Whistle Mix) - 2000 Mr. X & Mr. Y – Global Players (My Name Is Techno) (DJ Dero's Technoelectro Mix) - 2001 The Love Committee – You Can't Stop Us (Love Parade 2001) (DJ Dero Electrosamba Remix) - 2001 Lexy & K-Paul – The Greatest DJ (DJ Dero's Hells Bells Remix / After The Mix) - 2001 King África – Salta (DJ Dero Batucada Remix) - 2002 The Love Committee – Access Peace (Love Parade 2002) (DJ Dero Buenos Aires Scratchin' Mix) - 2002 The Love Committee – Access Peace (Love Parade 2002) (DJ Dero Mix Argentina) | - 2003 The Love Committee – Love Rules (Love Parade 2003) (DJ Dero Sudamerika Remix) - 2003 Robbie Rivera – The Hum Melody (DJ Dero's Electrolatino Mix) - 2003 Westbam – Recognize (DJ Dero Electrolatino Mix) - 2003 Robbie Rivera – Hum Melody (DJ Dero Mix) - 2004 Oscar G & Ralph Falcon – Dark Beat (DJ Dero Southamerican Techno Remix) - 2004 Members Of Mayday – Team X–Treme (DJ Dero Southamerican Techno Remix) - 2008 Robbie Rivera Feat. Laura Vane – In Too Deep (Dero & M.o.n.d.a.y Mix) - 2008 The Rivera Project – Reverb (Dero I Retro Mix) - 2009 Fidel Nadal vs Dero – International Love - 2009 David Guetta feat. Kelly Rowland – When Love Takes Over (Fuck Me I'm Dero's Batucada Mix) - 2009 La Mafia Rumbera – 1,2,3,4 (Dero Animal Mix) - 2009 Robbie Rivera feat. Fast Eddie – Let Me Sip My Drink (Dero Animal Night Mix) - 2009 David Guetta feat. Estelle – One Love (Dero Animal Night Mix) - 2010 Marco V – Song In My Head (Dero Animal Night Mix) - 2010 Takeshy Kurosawa vs. Gube – Wassup (Dero 1980 Mix) - 2010 Robbie Rivera, Dero – I Love Batucada (Dero Animal Drums Mix) - 2010 Dero, Rivera & Juan Magan – Oh Baby (Dero Animal Night Mix) - 2010 Robbie Rivera – Move Move 2010 feat Rooster & Peralta (Dero Animal Night Mix) - 2010 Dero – Torero (Dero Animal Night Mix) - 2010 Dero – Theme From S–xpress (Dero Disco Vocal Mix) - 2010 Dero – Animaloca (Dero I Love Mix) - 2010 Darryl Green – El Caballero (Dero Animal Night Mix) - 2010 Maurizio Gubellini – 5 Seconds (Dero Mobile Hero Mix) - 2011 Robbie Rivera – Feel This (Robbie Rivera & Dero's Miami Vs NYC Mix) - 2011 Tan Biónica – Ella (Dero Animal Rock Mix) |

### Compilaciones
| - 1997 Remix III: DJ Dero In The Mix - 1998 Remix IV: DJ Dero In The Mix - 1998 Love Parade '98 - Dj Dero In The Mix - 1999 Remix V: 21 Mega Hits In The Mix | - 1999 Music Is The Key (Love Parade '99) - 2000 Remix VI: DJ Dero In The Mix - 2001 Remix VII: 30 Mega Hits In The Mix - 2002 Live in Ibiza - 2002 Grandes Éxitos |

## Videos
| - 1997 - "The Horn" (El tren) - 1997 - "La modelo" - 1998 - "Revolution" - 1998 - "Showtime" - 2001 - "Batucada" (Remix 2000) | - 2001 - "Tuk Tak" - 2002 - Videografía - 2004 - "Mariacaipirinha" (Carlinhos Brown & DJ Dero) |